# منطقه آزاد شهر فرودگاهی امام خمینی
منطقه آزاد تجاری-صنعتی فرودگاه امام خمینی یکی از مناطق آزاد ایران در استان تهران است که به مساحت ۱۵۰۰ هکتار به موجب ماده ۱۶۶ برنامه پنجم توسعه و در راستای اهداف کلان اقتصاد کشور و تبدیل شدن شهر فرودگاهی به قطب راهبر کارگو و قطب دوم مسافری منطقه، با تأکید بر بنیان‌گذاری و توسعه فعالیت‌های اقتصادی، تولیدی، صنعتی و افزایش جذابیت‌های سرمایه‌گذاری، به عنوان یک پروژه بزرگ ملی تاسیس شد. 

## مزایا
- نزدیک‌ترین منطقه آزاد تجاری به پایتخت سرزمین اصلی
- دسترسی آسان به فرودگاه بین‌المللی امام خمینی
- قرارگیری در محدوده مرکزی جغرافیای سرزمین اصلی
- دسترسی آسان به خدمات و شرکت‌های فعال در پایتخت
- امکان توزیع بهینه و سریع تولیدات در سرتاسر سرزمین اصلی
- خدمات پشتیبانی و زنجیره تأمین و تولید (انبارهای هوشمند و امور گمرکی)
- بندر خشک و خدمات حمل و نقل چند وجهی و ترکیبی (هوایی، ریلی و جاده‌ای)